# セットプレー
セットプレー（Set Play）とは、サッカーおよびラグビー用語のひとつ。英語圏ではセットピース（英: set piece）と呼ばれることが多い。

## サッカーにおけるセットプレー
主にコーナーキックやフリーキックを指す。
試合再開に際しボールをセットして行うプレーであり、コーナーキックや相手ゴール付近でのフリーキックは得点の好機となる。
また、セットプレーの際にはフォワードやミッドフィールダーといった前線の選手だけでなく、ディフェンダーや試合展開によってはゴールキーパーまでもが攻撃参加することもあり、ゴール前に攻撃側、守備側ともに多くの選手が集まることとなる。

## ラグビーにおけるセットプレー
フリーキック、ペナルティーキックの他、ラインアウト、スクラム。